# Jindabyne, Australie
Pour plus de détails, voir Fiche technique et Distribution.
Jindabyne, Australie (titre original : Jindabyne) est un film australien réalisé par Ray Lawrence, sorti en 2006.

## Synopsis
Comme chaque année, le garagiste Stewart Kane, d’origine irlandaise, passe un week-end avec ses potes sur les berges d’une rivière sauvage, en terrain montagneux. Mais cette fois, leur séjour est perturbé par la découverte du cadavre d’une jeune aborigène flottant non loin de leur campement. D’abord déstabilisés, les pêcheurs conviennent de taquiner le poisson comme prévu et ne rapportent leur macabre découverte qu’à leur retour en ville, deux jours plus tard. Leur désinvolture consterne les autochtones, offusqués par ce manque de respect, ainsi que Claire, l’épouse américaine de Stewart. Leur mariage, déjà tendu, est fortement ébranlé par l’affaire. Laquelle divise la communauté blanche de Jindabyne, comme le constate amèrement Claire en organisant une collecte pour les funérailles de la jeune fille.

## Fiche technique
- Titre original : Jindabyne
- Titre français : Jindabyne, Australie
- Réalisation : Ray Lawrence
- Scénario : Beatrix Christian, d'après la nouvelle "So Much Water So Close to Home" de Raymond Carver
- Musique : Paul Kelly et Dan Luscombe
- Photographie : David Williamson
- Producteurs exécutifs : Philippa Bateman et Gary Charny
- Productrice : Catherine Jarman
- Producteur associé : Tony Tvrdeich
- Décors : Margot Wilson
- Pays :  Australie
- Langue : anglais
- Genre : Drame; Thriller
- Durée : 123 minutes (2h03)
- Sortie en salles :
  -  Australie : 20 juillet 2006
  -  États-Unis : 1er septembre 2006 (Telluride Film Festival), 12 avril 2007 (Ashland Independent Film Festival), 27 avril 2007
  -  Canada : 13 septembre 2006 (Toronto Film Festival)
  -  France : 23 mai 2006 (présentation au Festival de Cannes), 20 juin 2007 (Festival de Cognac), 15 août 2007
  -  Belgique : 22 août 2007

## Distribution
- Laura Linney (VF : Colette Sodoyez) : Claire Kane
- Gabriel Byrne (VF : Tony Beck) : Stewart Kane
- Deborra-Lee Furness (VF : Sandrine Versele) : Jude
- John Howard : Carl
- Chris Haywood (VF : Robert Roanne) : Gregory
- Leah Purcell : Carmel
- Eva Lazzaro : Caylin-Calandria
- Sean Rees-Wemyss (VF : Arthur Dubois) : Tom
- Alice Garner : Elissa
- Stelios Yiakmis : Rocco
- Simon Stone : Billy
- Betty Lucas : Vanessa

## Production

### Attribution des rôles
- Retrouvailles entre Laura Linney et Gabriel Byrne après avoir tourné ensemble dans Le Cadeau du ciel en 1994 et plus récemment P.S., sorti en 2004. À noter qu'ils jouaient dans les deux films un couple marié ou divorcé.
- Ray Lawrence est un habitué des films sombres : en 2002, il signait Lantana avec Anthony LaPaglia (FBI Portés Disparus).
- Les deux acteurs principaux du film, Gabriel Byrne et Laura Linney, sont les seuls acteurs non-australiens du film. Byrne étant irlandais et Linney étant américaine.

### Tournage
- Le film fut tourné en 8 semaines dès le 7 mars 2005.

## Récompenses
- 2006 : Meilleure Actrice au Valladolid International Film Festival pour Laura Linney
- 2006 : Prix du jury au  Festival du film policier de Cognac  (ex æquo avec Mi$e à prix de Joe Carnahan)